# 1237 Женев'єва
1237 Женев'єва (1237 Geneviève) — астероїд головного поясу, відкритий 2 грудня 1931 року.
Тіссеранів параметр щодо Юпітера — 3,384.